# Giancarlo Ansaloni
Giancarlo Ansaloni (Modena, 13 marzo 1937 – Riccione, 30 novembre 2016) è stato un calciatore e allenatore di calcio italiano, di ruolo centrocampista.

## Biografia
Nato a Modena nel 1937. Terminata la carriera di allenatore, Ansaloni si stabilisce a Riccione, dove vive con la sua famiglia, lavorando saltuariamente come opinionista televisivo per alcune emittenti romagnole.

## Caratteristiche tecniche

### Allenatore
Allenatore dal carattere pacato e di poche parole; molto pragmatico sul campo. La sua filosofia di gioco è basata sull'occupazione degli spazi, la velocità e la forma fisica. può essere considerato uno zonista puro.
E', inoltre, considerato un maestro di calcio. Abile nel valorizzare i giovani. Tra i calciatori da lui promossi ci sono: Salvatore Bagni, a Carpi, Eupremio Carruezzo, a Brindisi e Salerno, e Daniele Zoratto.

## Carriera

### Giocatore
Cresciuto nel Modena e nel Bologna, Ansaloni giocò sempre nelle serie minori, ricoprendo il ruolo di mediano. Si infortunò gravemente mentre militava nel Bolzano e dovette interrompere la sua carriera agonistica.

### Allenatore

#### Inizi
Comincia la sua esperienza nei settori giovanili della costa adriatica.
Nella stessa zona, Ansaloni comincia anche la sua carriera da tecnico. Fa il suo esordio con l'Unione Sportiva Misano in Promozione. Prosegue la sua carriera nel Cattolica, con cui ottiene la promozione in Serie D nel 1970-1971. Nel 1975-1976 mantiene il Riccione in Serie C. Guida, per un biennio, il Carpi, in Serie D, conquistando la promozione in Serie C2 nel 1977-1978. Continua la sua carriera a: Fano, Ancona (in Serie C2) e Forlì (in Serie C1), dove ottiene delle salvezze.
Ottenuto il patentino di allenatore professionista di Prima Categoria, Ansaloni si sposta al Sud. Subentra in corsa a Nicola D'Alessio alla Turris, in Serie C2, e salva la squadra, per un solo punto, all'ultima giornata. L'anno seguente è a Trento, dove subentra a Capelli, per poi essere esonerato in favore di Bazzarini. Tornerà immediatamente dopo al Sud e ci resterà per più di un decennio.

#### Brindisi
Il 1984 è l'anno dell'approdo al Brindisi in Serie C2. Il 9 dicembre 1984 Ansaloni sostituisce Lucio Vinci al timone della squadra. Nel 1984-1985, con Ansaloni alla guida, e potendo contare sui diciassette gol di Giorgio Tomba, il Brindisi viene promosso in Serie C1. Dopo alcune stagioni, e alcuni cambi tecnici, il nuovo Brindisi di Ansaloni sfiora la Serie B nell'1988-1989, con Roberto Bergamaschi che Ansaloni sfrutta al meglio nella sua cornice di gioco. Le buone prestazioni e il gioco esaltante resero Ansaloni uno degli allenatori più amati nella storia brindisina.
A tutt'oggi, Ansaloni è l'allenatore a poter contare il maggior numero di panchine con il Brindisi, avendo disputato 114 partite alla guida della squadra pugliese.

#### Il biennio a Salerno
È chiamato sulla panchina della Salernitana dal patròn Giuseppe Soglia. Ansaloni porta con sé Eupremio Carruezzo, che ha avuto già ai tempi del Brindisi, per fare coppia in attacco con Adelino Zennaro. Ansaloni impostò la difesa a zona, che era una novità per molti giocatori, dando alla squadra una precisa fisionomia di gioco.

Ansaloni (ultimo in piedi a destra) con la che conquistò la Serie B nel 1989-1990

Una serie di risultati utili porta la Salernitana al primo posto, pronta a giocarsi la promozione nel rush finale con Taranto, Giarre, Palermo e Casertana. La doppia sconfitta con il Palermo, prima in Coppa Italia e poi nell'incontro casalingo di campionato al Vestuti, sembra fermare la corsa dei granata. In quel frangente, Ansaloni tiene il gruppo unito e rassicura i giocatori durante la crisi. Alla trentaduesima giornata, espugnando il campo del Brindisi, conquista i punti decisivi per la promozione, che diventa matematica all'ultima giornata, con il pareggio casalingo per 0-0 contro il già promosso Taranto. Ansaloni riporta così la Salernitana in Serie B dopo ventitré anni di attesa.
Nel successivo campionato di Serie B, alla prima giornata contro il Padova, inaugura lo Stadio Arechi di Salerno con uno 0-0.
Il Brescia elimina subito la squadra dalla Coppa Italia. La squadra di Ansaloni è molto discontinua nei risultati e soffre la mancanza di un centravanti. La conquista di 5 punti nelle ultime tre giornate consente alla squadra di chiudere il campionato a quota 36 punti al quartultimo posto, a 6 punti dalla quarta piazza che regala l'accesso diretto alla Serie A. La Salernitana di Ansaloni è costretta a disputare uno spareggio per non retrocedere. La partita si gioca sul neutro di Pescara e vede la vittoria del Cosenza per 1-0. Ansaloni conosce così la prima e unica retrocessione della sua carriera.

#### Finale di carriera
Nel 1991-1992 approda alla Reggina. Alla undicesima giornata subentra a Gabriele Geretto, venendo esonerato alla ventottesima con la squadra in zona retrocessione per far posto di nuovo a Geretto.
Nel finale di stagione 1993-1994 torna in Serie C1 all'Avellino subentrando a Salvatore Di Somma. Nel 1995-1996 approda alla Turris per sostituire l'esonerato Antonio Merolla. Ansaloni cambia gioco alla squadra e ottiene risultati migliori del suo predecessore. In seguito i rapporti con la presidenza si deteriorano e, il 14 gennaio 1996, dopo una sconfitta per 1-0 contro il Gualdo, Ansaloni viene sollevato dall'incarico da cui risulterà la sua ultima partita da allenatore tra i professionisti.

## Palmarès

### Allenatore

#### Competizioni nazionali
- Serie D: 1

Carpi: 1977-1978
- Serie C2: 2

Fano: 1978-1979
Brindisi: 1984-1985
- Serie C1: 1

Salernitana: 1989-1990

#### Competizioni regionali
- Promozione: 1

Cattolica: 1970-1971